# خليان ربيرة
خليان ربيرة طرَّغوه (بالإسبانية: Julián Ribera)‏ ( 1274 - 1354ه‍ / 1858 - 1935 م ) هو مستشرق إسباني و عضو في الأكاديمية الإسبانية و الأكاديمية الملكية للتاريخ ،  تتلمذ عليه جمع من المستشرقين الإسبان، على رأسهم أسين بلاثيوس، ومنهم غونثالث بالنثيا وجرثيا جومث.
يقول عنه الدكتور حسين مؤنس:
| خليان ربيرة | كان ريبيرا إنسانًا عظيمًا وعقلًا وهاجًا. كان يجيد العربية قراءةً ولا يحسن تقويم جملة واحدة في الحديث أو الكتابة، ولكن ذهنه الصافي كان يفتح له مغاليق المخطوطات ويهديه إلى اكتشاف حقائق بشيء يشبه الإلهام كما نراه في كلامه على الموسيقى الأندلسية والأصول الإسلامية للعدالة والتشريع والقانون في مملكة أراغون ولمحاته العجيبة عن ديوان ابن قزمان | خليان ربيرة |

## مؤلفاته
- «التعليم عند المسلمين الإسبان»، (1893).
- «المولعون بالكتب والمكتبات في إسبانيا الإسلامية»، 1896.
- «منشأ العدالة العليا في أرغون»، 1897.
- «منشأ فلسفة ريموند لوليو»، 1899.
- «الملاحم الشعرية عند المسلمين الإسبان» 1915.
- «الموسيقى في الكنتيجات Cantigas، 1922.
- «الموسيقى الأندلسية في العصور الوسطى كما ترد في أغاني التروبادور والتروفير والمنسنجر» 1923 ـ 1925.
- «ما هو علميٌّ في التاريخ» 1906.
- «أبحاث ورسائل» 1928.